# بنگت ایکروت

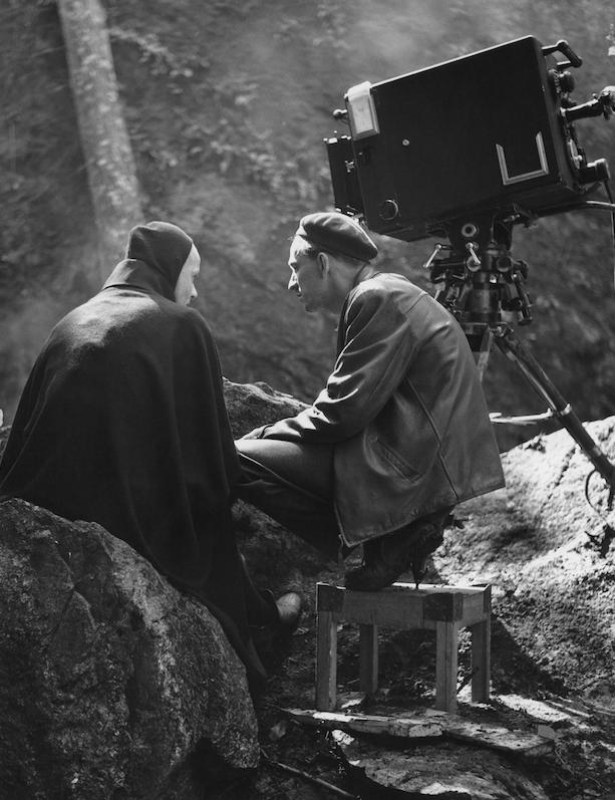
ایکِـروت (چپ) و اینگمار برگمان در پشت صحنهٔ فیلم مهر هفتم

بنگت ایکِـروت (سوئدی: Bengt Ekerot؛ ‏ ۸ فوریهٔ ۱۹۲۰ – ۲۶ نوامبر ۱۹۷۱) بازیگر و کارگردان فیلم اهل سوئد بود.
از فیلم‌ها یا مجموعه‌های تلویزیونی که وی در آن نقش داشته‌است، می‌توان به  مهر هفتم، چه کسی مرگ او را دید؟، بمبی بیت و من، چهره و فلوت سحرآمیز اشاره کرد.